# Gustaf Ödqvist
Gustaf Ödqvist, född 24 juni 1869 i Karlskoga, död 5 september 1953 i Stockholm, var en svensk ingenjör.
Gustaf Ödqvist var son till inspektören Gustaf Ödqvist och Carin Fredrika von Wachenfeldt. Han avlade mogenhetsexamen i Karlstad 1889 och utexaminerades från Tekniska högskolan 1892. Efter anställning vid Nydqvist & Holms mekaniska verkstad i Trollhättan och Motala mekaniska verkstad vistades han 1896–1899 som statsstipendiat i USA. Återkommen till Sverige var han föreståndare för C. W. Bildts konstruktionsbyrå i Stockholm 1899–1902, förvaltare vid Gullöfors bruk vid Trollhättan 1902–1906 och konstruktör vid Bofors bruk 1906–1910. 1910–1913 tjänstgjorde han som överingenjör vid Christiania staalverk, och han drev konsulterande ingenjörsverksamhet i Kristiania 1913–1917 och i Stockholm 1917–1936. Ödqvist var därutöver vid Tekniska högskolan assistent i järnets metallurgi 1919–1929 och 1931–1936 och i järnets bearbetning och behandling 1919–1928, speciallärare i industriell ekonomi 1920–1931, i gjuteriteknik 1920–1922 och i järnets manufakturering 1920–1921 samt tjänsteförrättande professor i järnets manufakturering 1921–1926 och i järnets metallurgi 1929–1931. Ödqvist utförde och projekterade utredningar angående anläggandet av större järnverk i Norge, stålgjuterier, metallgjuterier och tråddrageri bland annat i Ryssland samt stålverk i Kina. Han var bland annat styrelseordförande i AB Stridsberg & Biörck i Trollhättan från 1925 och i AB Svenska Möbelfabrikerna i Bodafors 1940–1948. 1928–1930 tillhörde han redaktionen för Jernkontorets annaler. Han publicerade tidskriftsuppsatser såsom De senare årens järnverksplaner i Norge (Jernkontorets annaler 1918) samt författade i 2:a upplagan av Uppfinningarnas bok Metallernas förberedande mekaniska bearbetning (1926) och Järnet, dess framställning och första behandling (1928).